# Valor económico agregado

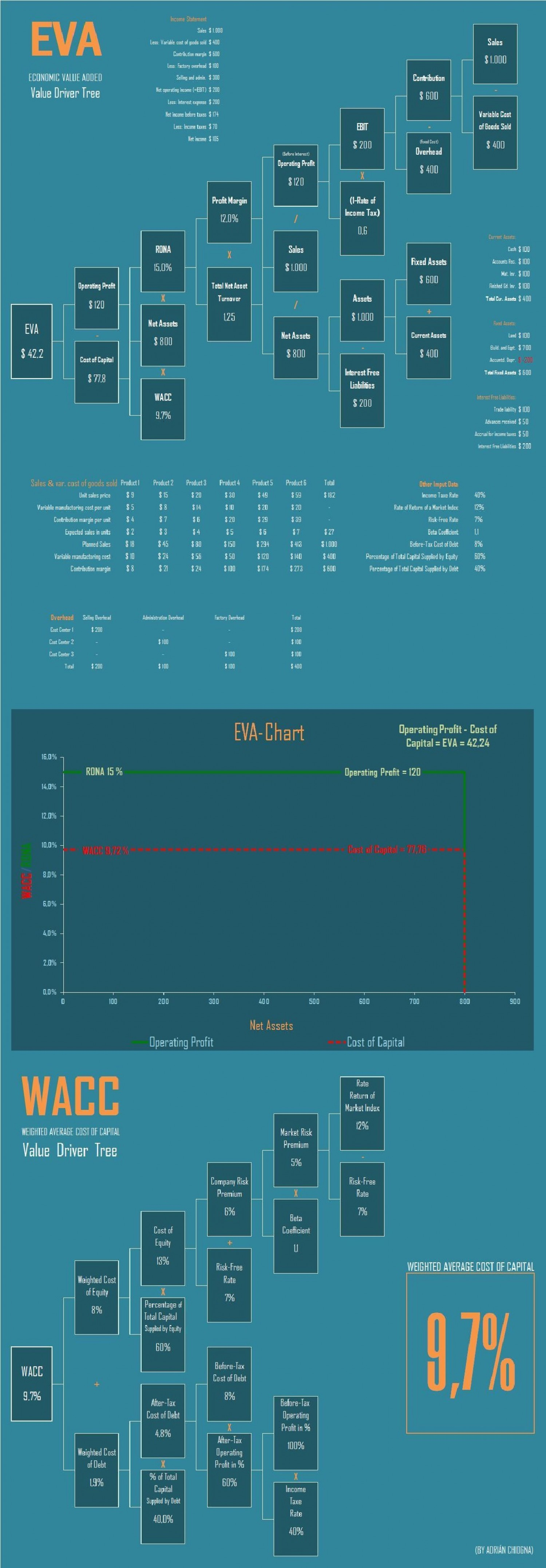
EVA-WACC Tree Model

El valor económico agregado (EVA, por sus siglas en inglés economic value added) es una metodología de evaluación y de medición de desempeño. Podría definirse como el importe que queda, una vez que se han deducido de los ingresos, la totalidad de los gastos, incluidos el costo de oportunidad del accionista y los impuestos. A diferencia de las métricas de la contabilidad tradicional, permite estimar cuándo una empresa crea valor económico.

## Descripción
El EVA se basa en 3 elementos:
1. la cantidad de capital invertido en el negocio
2. el rendimiento de dicho capital (ROIC, por sus siglas en inglés)
3. el costo de oportunidad de dicho capital (WACC, por sus siglas en inglés)
De tal forma que la fórmula para calcular EVA (también llamado "ganancia económica") es:
EVA = Capital * (ROIC - WACC)
El EVA es el dinero ganado por una empresa, menos el coste de capital necesario (tanto ajeno como propio) para conseguir esos beneficios. 
El hecho de tener beneficios no quiere decir que la empresa vaya bien. A lo mejor beneficio/rentabilidad es inferior a la de mercado. 
Cuando una empresa tiene un rendimiento de sus activos superior al coste de su capital, crea valor económico. Cuando la situación es a la inversa, está destruyendo valor y agotando sus recursos. 

## Uso
El EVA es un sistema de medida, para llevar una puntuación de la empresa. En la medición del rendimiento el elemento principal del EVA son las inversiones. 
El coste de las inversiones es el coste del capital invertido en un producto, en una tienda, en una división o en el total de la empresa. El riesgo que asume un accionista en el BAIT es alto, la incertidumbre genera un riesgo.
El EVA afecta a la cotización bursátil de la empresa. 
Caminos para incrementar el EVA: obtener más beneficios sin usar más capital, utilizar menos capital y/o invertir el capital en proyectos de alto retorno. 
El EVA es un sistema de incentivos para alinear a los empleados y accionistas. Me interesa que el empleado esté satisfecho y maximize su ROA personal. 
En tercer lugar, es un sistema de gestión financiera para asignar los recursos de capital con lógica económica. 
EVA da unos criterios para ayudar a asignar los recursos de capital. El VAN (Valor Actual Neto) es un desembolso sabiendo que habrá un retorno (la suma de los flujos futuros) que será superior al desembolso inicial. 

## Impacto interno y externo del EVA

### Interno
1. Orientar la empresa hacia la mejora continua de valor para el accionista.
2. Implica a los empleados con un objetivo que integre los intereses de clientes, accionistas, proveedores, dirección y empleados.
3. A largo plazo hay una comunión de intereses entre accionistas y los demás stakeholders. Cada uno recibe una parte.
4. Rediseñar el sistema interna de control, incorporando el coste de capital en la toma de decisiones.

### Externo
1. En términos de la teoría de juegos, tenemos una situación win-win, no suma cero. Las sumas pueden ser mayores con cooperación entre los stakeholders.
2. El objetivo de los directivos no es sólo crear valor para los accionistas, sino alinear los intereses de los grupos implicados. Esto supone sostenibilidad en la creación de valor. 